# Гайни
Гайни (комі-перм. Гайна, букв. «Більче гніздо», рос. Гайны) - селище в  Комі-Перм'яцькому окрузі Пермського краю Росії. Адміністративний центр Гайнського району.
Найближче місто - Кудимкар (156 км).

## Історія
Вперше в історичних документах Гайни згадуються в переписних матеріалах, які отримали назву «Письцові книги І. І. Яхонтова 1579 року». У той час в Гайнах було 17 дворів орних селян і 4 порожні ріллі, а також 16 десятин лісу орного.
Ця дата і вважається офіційним народженням населеного пункту. Однак, за матеріалами розкопок, що проводяться археологами в різні роки, поселення Гайни відноситься до групи родановських пам'ятників і виникло приблизно в XI столітті.